# Holoplagia richardsi
Holoplagia richardsi är en tvåvingeart som först beskrevs av Edwards 1934.  Holoplagia richardsi ingår i släktet Holoplagia och familjen dyngmyggor. Inga underarter finns listade i Catalogue of Life.